# Satyrus verres
Satyrus verres är en fjärilsart som beskrevs av Hans Fruhstorfer 1911. Satyrus verres ingår i släktet Satyrus och familjen praktfjärilar. Inga underarter finns listade.